# Гатка (Хабаровский край)
Га́тка — посёлок в Советско-Гаванском районе Хабаровского края.

## История
Образовано 23 марта 1972 года в результате выделения из городской черты города Советская Гавань. В 1950 году,  на месте слияния рек Б. Хадя и Тутто возникло поселение лесозаготовителей Гатка. В этом году первые поселенцы разместились в многоместных палатках и в одном деревянном доме.
Среди первых жителей будущего населенного пункта были семьи спецпоселенцев с Украины, которые были сосланы сюда за антисоветскую деятельность или по ложному доносу. Такие лица, в основном с Западной Украины, без паспортов и права выезда работали на ЛЗУ «Гатка», «Чипали».  В разные годы в селе проживало 29 участников Великой Отечественной войны. В центре села, около администрации поселения, расположен Мемориальный комплекс участникам Великой Отечественной войны, ранее проживавшим в этом населенном пункте. Его открытие состоялось 9 мая 2018 года. На гранитные плиты  нанесены 29 имен ветеранов.

## Население
| 1992 | 2002 | 2010 | 2011 | 2012 | 2013 | 2014 |
| ---- | ---- | ---- | ---- | ---- | ---- | ---- |
| 1100 | ↘926 | ↘777 | ↘770 | ↘760 | ↘738 | →738 |
| 2015 | 2016 | 2017 | 2018 | 2019 | 2020 | 2021 |
| ↘724 | ↘705 | ↘700 | ↘681 | ↘673 | ↘648 | ↗729 |